# Pomérols
Pomérols é uma comuna francesa na região administrativa de Occitânia, no departamento de Hérault. Estende-se por uma área de 11,01 km². Em 2010 a comuna tinha 2 286 habitantes (densidade: 207,6 hab./km²).